# Ваља Марулуј (Галац)
Ваља Марулуј (рум. Valea Mărului) насеље је у Румунији у округу Галац у општини Ваља Марулуј. Oпштина се налази на надморској висини од 107 m.

## Становништво
Према подацима из 2011. године у насељу је живело 2335 становника.